# Giáo Hiệu
Giáo Hiệu là một xã thuộc huyện Pác Nặm, tỉnh Bắc Kạn, Việt Nam.

## Địa lý
Xã Giáo Hiệu có vị trí địa lý:
- Phía bắc giáp xã Nhạn Môn
- Phía đông giáp xã Nhạn Môn và xã Bộc Bố
- Phía nam giáp xã Bộc Bố và xã Công Bằng
- Phía tây giáp xã Công Bằng.

Xã Giáo Hiệu có diện tích 28,34 km², dân số năm 2019 là 1.846 người, mật độ dân số đạt 65 người/km².
Sông Năng chảy qua địa bàn phía nam của xã, ngoài ra, có một số phụ lưu tả ngạn của sông như Khau Sam và Khuổi Lè cũng bắt nguồn từ xã.

## Hành chính
Xã Giáo Hiệu được chia thành các xóm bản: Nà Muồng, Nà Mỵ, Hồng Mú, Khuổi Lè, Cốc Lào, Khau Slôm.